# Datsun Violet
La Datsun Violet è un'autovettura di fascia media prodotta dalla casa automobilistica giapponese Datsun dal 1973 al 1981 in due generazioni. È stata commercializzata anche con il nome Datsun 140J e Datsun 160J, nomi legati alla cilindrata del motore installato.

## La prima serie: 1973-1978
La prima generazione di Violet era un modello a trazione posteriore derivato dalla Nissan Bluebird U610. Questa serie di Violet possedeva al retrotreno, come sospensioni, un assale rigido (ad eccezione della versione coupé due porte, che aveva sospensioni posteriori a bracci semitrascinati). Le altre carrozzerie disponibili, oltre alla citata coupé, erano berlina quattro porte e familiare cinque porte. Era possibile scegliere tra un cambio manuale a quattro o cinque rapporti, e un cambio automatico a tre velocità.
Il modello era alimentato da un motore a quattro cilindri in linea da 1,4 L di cilindrata ed erogante 65 CV di potenza e da un quattro cilindri in linea da 1,6 L e 72 CV. Quest'ultimo, sulla versione coupé, erogava 83 CV. In Giappone era disponibile anche un quattro cilindri in linea da 1,8 L da 104 CV. La berlina e la familiare con i motori da 1,4 L e 1,6 L erano chiamate, in alcuni mercati, rispettivamente, Datsun 140J e Datsun 160J, mentre la versione coupé era anche chiamata, indipendentemente dalla cilindrata del motore, Datsun SSS. Nel 1976 la Violet fu oggetto di un restyling, dopo cui il motore da 1,4 L fu tolto dall'offerta.

## La seconda serie: 1978-1981
Nel maggio del 1977 (model year 1978) fu lanciata in Giappone la seconda generazione della Violet, che a differenza della serie precedente, non era più basata meccanicamente sulla Datsun Bluebird. La linea della carrozzeria era molto più moderna e spigolosa rispetto a quella della generazione precedente, che era più arrotondata. Inoltre, le molle a balestra delle sospensioni dell'asse posteriore furono sostituite da molle elicoidali. Le carrozzerie disponibili erano, come per la generazione precedente, berlina quattro porte, familiare cinque porte e coupé due porte. Nel 1980 fu aggiunta alla gamma la hatchback a cinque porte, che era basata sulla Datsun Stanza. Era possibile scegliere tra un cambio manuale a quattro o cinque rapporti, e un cambio automatico a tre velocità.
Il modello era alimentato da un motore a quattro cilindri in linea da 1,4 L di cilindrata ed erogante 65 CV di potenza e da un quattro cilindri in linea da 1,6 L e 83 CV. Quest'ultimo, sulla versione coupé, erogava 89 CV. Nel 1980 questa generazione di Violet fu oggetto di un restyling, riconoscibile dalla presenza di fanali rettangolari. Questa generazione di Violet partecipò anche alle competizioni automobilistiche con il nome di Datsun 160J, venendo utilizzata nel campionato del mondo rally per cinque stagioni, dal 1976 al 1980, periodo nel quale conquistò quattro vittorie.